# Emily Randall
Emily Elissa Randall, née le 30 octobre 1985 à Bremerton, est une femme politique et militante américaine. Membre du Parti démocrate, elle est sénatrice de l'État de Washington de 2019 à 2024, puis élue à la Chambre des représentants des États-Unis depuis 2025.

## Jeunesse et éducation
Emily Randall est née dans la péninsule de Kitsap d'une mère blanche et d'un père chicano. Elle grandit à Port Orchard et est diplômée du lycée South Kitsap en 2004. Elle est diplômée du Wellesley College avec un baccalauréat ès arts en espagnol et en études féminines. Sa sœur, Olivia, est née avec de graves déficiences développementales et physiques.

## Début de carrière politique
Avant de siéger au Sénat de l'État de Washington, Randall travaille comme organisatrice communautaire, où elle se concentre sur les questions liées à l'éducation publique et aux soins de santé.

## Sénat de Washington
En 2018, Randall est élue au Sénat de l'État de Washington, battant son adversaire républicain Marty McClendon par 104 voix. En 2022, elle est réélue au Sénat avec environ 51 % des voix.
En tant que sénatrice, Randall se concentre sur l'amélioration de l'accès à une meilleure santé mentale et reproductive, à un logement abordable et à la sécurité publique,. Elle sert comme whip pour la majorité du Sénat de l'État. En mars 2022, Randall parraine un projet de loi visant à réduire de 75 cents le péage pour traverser le pont du détroit de Tacoma. Le projet de loi est adopté et entre en vigueur en octobre de la même année. Aux côtés de la sénatrice Claire Wilson (en), Randall est l'une des deux femmes ouvertement LGBTQ+ siégeant au Sénat de l'État de Washington.
Randall siège au comité de l'enseignement supérieur du Sénat, au comité du développement de la main-d'œuvre et au comité de la santé, des soins de longue durée et des transports.

## Chambre des représentants des États-Unis

### Élections

#### 2024
Après que le représentant américain Derek Kilmer a annoncé sa retraite du Congrès, Randall se lance dans la course pour lui succéder. Le sixième district de Washington couvre la péninsule olympique, la péninsule de Kitsap et la majorité de Tacoma. Au cours de sa campagne primaire, Randall est soutenue par plusieurs démocrates de premier plan, dont la sénatrice américaine Patty Murray, les représentantes Marilyn Strickland et Marie Gluesenkamp Perez et les anciens gouverneurs Christine Gregoire et Gary Locke.
Lors des primaires ouvertes de 2024 pour le sixième district, Randall termine première. Le sénateur d'État Drew MacEwan (en) termine deuxième, rejoignant Randall sur le bulletin de vote des élections générales. La commissaire des terres publiques de Washington, Hilary Franz (en), qui est soutenue par le titulaire Derek Kilmer, n'est pas sélectionnée pour l'élection générale.
Elle est soutenue par Derek Kilmer lors de sa campagne électorale et bat MacEwan aux élections générales du 5 novembre 2024. Le 3 janvier 2025, Randall devient la première Latina queer à siéger à la Chambre des représentants des États-Unis.

### Mandat
Avant le début du 119e congrès, Randall se présente sans succès au poste de représentant de la classe de première année pour le caucus démocrate, se classant troisième dans une course à trois qui comprend la représentante de Californie, Luz Rivas, et la représentante américaine du Maryland, Sarah Elfreth.

## Vie personnelle
Le Pew Research Center rapporte que Randall est une « non-religieuse », ce qui signifie qu'elle n'est affiliée à aucune religion.